# Вибори до Державної Думи 1999
Вибори до Державної думи третього скликання відбулися 19 грудня 1999. Остаточні підсумки виборів були підведені 29 грудня, опубліковані 30 грудня в «Парламентській газеті». Вибори проводилися за змішаною системою. Явка — 61,85%.
Перед початком передвиборчої кампанії значною популярністю користувався блок Вітчизна-Вся Росія на чолі з мером Москвою Юрієм Лужковим і колишнім прем'єр-міністром Євгеном Примаковим, який намагався заробити популярність на слабкості президента Бориса Єльцина і його адміністрації. Перелом однак настав, коли Єльцин призначенив Володимира Путіна прем'єр-міністром і своїм можливим наступником. 24 листопада Путін заявив, що «як громадянин», він буде підтримувати недавно сформований проурядовий блок Міжрегіональний рух «Єдність» на чолі з генералом С. К. Шойгу, членом всіх урядів Росії з 1994 року. У результаті виборів, комуністи незначно збільшили частку своїх голосів, але з істотно втратили в кількості місць, все ще будучи найбільшою партією. Блок «Єдність» впритул підійшов другий, але розглядався як справжній переможець виборів. У січні 2000 року «Єдність» сформувала коаліційну угоду з комуністами, знову обравши Геннадія Селезньова на посаді спікера Думи. У 2002 році, проте, угода зірвалася, але Селезньов вирішив залишити Комуністичну партію для того, щоб залишитися спікером до кінця терміну Думи.

## Результати виборів
6 списків подолали 5%-ий бар'єр і створили фракції в Думі (КПРФ — 90 депутатів і 39 в Аграрно-промислової депутатській групі, «Єдність» — 82 і 59 в депутатській групі «Народний депутат», ОВР — 45 і 41 в депутатській групі «Регіони Росії», СПС — 32, «Яблуко» — 21, ЛДПР — 17).
[Архівовано 22 липня 2011 у Wayback Machine.][Архівовано 20 травня 2011 у Wayback Machine.]
| Партії і коаліції                                | Партійний список | Партійний список | Партійний список |                 |              |        |
| Партії і коаліції                                | Голосів          | %                | Місць за списком | Місць в округах | Всього місць | +/-    |
| ------------------------------------------------ | ---------------- | ---------------- | ---------------- | --------------- | ------------ | ------ |
| Комуністична партія Російської Федерації         | 16 195 569       | 24,29            | 67               | 46              | 113          | -44    |
| Міжрегіональний рух «Єдність» («Ведмідь»)        | 15 548 707       | 23,32            | 64               | 9               | 73           | вперше |
| Вітчизна — Вся Росія                             | 8 886 697        | 13,33            | 37               | 29              | 66           | вперше |
| Союз правих сил                                  | 5 676 982        | 8,52             | 24               | 5               | 29           | вперше |
| Блок Жириновського                               | 3 989 932        | 5,98             | 17               | 0               | 17           | -34    |
| Яблуко                                           | 3 955 457        | 5,93             | 16               | 4               | 20           | -25    |
| «Комуністи, трудящі Росії — за Радянський Союз»  | 1 482 018        | 2,22             | 0                | 0               | 0            | 0      |
| «Жінки Росії»                                    | 1 359 042        | 2,04             | 0                | 0               | 0            | 0      |
| Партія пенсіонерів                               | 1 298 971        | 1,95             | 0                | 1               | 1            | +1     |
| Наш дім — Росія                                  | 791 160          | 1,19             | 0                | 7               | 7            | -48    |
| Російська партія захисту жінок                   | 536 015          | 0,80             | 0                | 0               | 0            | 0      |
| Конгрес російських громад (рух Ю. Болдирєва)     | 405 295          | 0,61             | 0                | 1               | 1            | -4     |
| Сталінський блок «За Радянський Союз»            | 404 259          | 0,61             | 0                | 0               | 0            | 0      |
| «За громадянську гідність»                       | 402 856          | 0,60             | 0                | 2               | 2            | +2     |
| Рух на підтримку армії                           | 384 392          | 0,58             | 0                | 0               | 0            | 0      |
| «Мир. Праця. Май» (Мир. Труд. Май)               | 383 332          | 0,57             | 0                | 0               | 0            | 0      |
| Блок генерала А. Ніколаєва та Академіка Федорова | 371 959          | 0,56             | 0                | 1               | 1            | +1     |
| Партія миру та єдності                           | 247 039          | 0,37             | 0                | 0               | 0            | 0      |
| Російський загальнонародний союз                 | 245,266          | 0.37             | 0                | 2               | 2            | +2     |
| Російська соціалістична партія                   | 156 735          | 0,24             | 0                | 1               | 1            | +1     |
| «Російська справа»                               | 112 330          | 0,17             | 0                | 0               | 0            |        |
| Консервативний рух Росії                         | 87 658           | 0,13             | 0                | 0               | 0            |        |
| Всеросійська політична партія народу             | 69 694           | 0,10             | 0                | 0               | 0            | 0      |
| «Духовна спадщина»                               | 67 417           | 0,10             | 0                | 1               | 1            | +1     |
| Соціалістична партія Росії                       | 61 776           | 0,09             | 0                | 0               | 0            |        |
| «Соціал-демократи»                               | 51 434           | 0,08             | 0                | 0               | 0            |        |
| Незалежні (само-висунення)                       |                  |                  |                  | 107             | 107          |        |
| Вільні                                           |                  |                  |                  | 9               | 9            |        |
| Проти всіх                                       | 2 198 667        | 3,30             |                  |                 |              |        |
| Недійсних голосів                                | 1 296 992        | 1,95             |                  |                 |              |        |
| Всього (явка 61,85%)                             | 66 840 603       |                  | 225              | 225             | 450          |        |
| Зареєстрованих виборців                          | 108 072 348      | 100,00           |                  |                 |              |        |